# Filistejci
Filistejci (hebr. פלשטים) bili su narod nastanjen u Filisteji (dio današnje Palestine i Izraela), na prostoru između obale Sredozemnog mora, Sirsko-arapske pustinje, južnog dijela Libanona i Mrtvog mora.

## Genealogija i naseljavanje
Spadaju u ahejsku skupinu helenskih naroda s mora koju su dorska plemena protjerala s Egejskog mora, najvjerojatnije s Krete.
Arheologija sugerira vezu s mikenskim svijetom u Grčkoj. Iako su Filistejci preuzeli lokalnu kanaansku kulturu i jezik prije nego što su ostavili ijedan zapis, sugerira se da je nekoliko preživjelih filistejskih riječi bilo indoeuropskog podrijetla. Filistejci su morem i kopnom prodrli prema Egiptu. Faraon Ramses III. odbija ih s granice te ih naseljava na 
obalnim predjelima Kanaana i upotrebljava kao plaćenike. Ondje su se osamostalili i uspostavili vodeći sloj gradova: Gaza, Aškelon, Ašdod, Ekron i Gat. Dana 10. srpnja 2016. godine obznanjeno je veliko arheološko otkriće filistejskog groblja u blizini Aškelona.

## Povijest Filistejaca u biblijskom kontekstu
O prvom sukobu izraelskih plemena i Filistejaca izvještavaju Suci 4-5. Sisera je zacijelo bio filistejski gradski knez. Na svršetku razdoblja sudaca Filistejci imaju prevlast na kanaanskim ravnicama. Nakon pobjede kod Afeka (1050. pr. Kr.; usp. 1 Sam 4) postaju gospodari zapadne obale Jordana), a prodorom prema Šilu zaposjedaju i gorsko područje. Gibea postaje sjedište filistejskih upravitelja.
Potaknuti ovim događajima izraelska plemena biraju Šaula za vojskovođu koji pogiba u sukobu kod brda Gilboe. David koji je dotad bio filistejski vazal postaje kraljem Judeje, a potom i Izraela. On konačno pobjeđuje Filistejce. Njegove uspjehe (2 Sam 5, 17; 8, 1) sažima izvještaj u 1 Sam 17 u slici pobjedonosnog dvoboja s Golijatom. I u samoj Davidovoj tjelesnoj straži nalazili su se Filistejci. Na to upućuje spominjanje Kerećana i Pelećana (2 Sam 8, 18). U vrijeme rascjepa kraljevstva više je puta dolazilo do borbe (1 Kr 15, 27; 16, 15; 2 Kr 18, 8; Ljet 21, 16; 26, 6; 28, 18).
Asirci više puta napadaju Filisteju, a sebi ju je podložio Sanherib, dok za vrijeme Asarhadona Filisteja postaje asirska pokrajina. Nakon upada vojske Nabukodonozora II. Filistejci više nemaju nikakvu političku ulogu. Doduše, vojska iz Filisteje bori se protiv Makabejaca (1 Mak 3, 41). O neprijateljstvu Židova i stanovnika priobalne ravnice govori knjiga Sirahova.

## Također pogledajte
- Muzej filistejske kulture